# شلایفه
شلایفه (به آلمانی: Schleife) یک شهر در آلمان است که در گورلیتس واقع شده‌است. شلایفه ۲٬۸۴۸ نفر جمعیت دارد.